# Spokane Flyers
Spokane Flyers byl americký juniorský klub ledního hokeje, který sídlil ve Spokane ve státě Washington. V letech 1980–1982 působil v juniorské soutěži Western Hockey League. Založen byl v roce 1980 po přestěhování týmu Great Falls Americans do Spokane. Své domácí zápasy odehrával v hale Spokane Coliseum s kapacitou 5 400 diváků.
Nejznámější hráči, kteří prošli týmem, byli např.: Dave Brown nebo Oren Koules.

## Přehled ligové účasti
Zdroj: 
- 1980–1982: Western Hockey League (Západní divize)